# Giacomo Kratter
Giacomo Kratter (* 26. Juli 1982 in Udine) ist ein ehemaliger italienischer Snowboarder. Er startete in der Halfpipe und nahm an zwei Olympischen Winterspielen sowie drei Snowboard-Weltmeisterschaften teil.

## Werdegang
Kratter nahm zu Beginn der Saison 2000/01 in Tignes erstmals am Snowboard-Weltcup der FIS teil, wobei er den 22. Platz errang. Im weiteren Saisonverlauf erreichte er mit Platz zwei in Berchtesgaden seine einzige Podestplatzierung im Weltcup und belegte bei den Snowboard-Weltmeisterschaften 2001 in Madonna di Campiglio den 13. Rang. Zudem wurde er im März 2001 italienischer Meister in der Halfpipe. In der Saison 2001/02 kam er bei seiner ersten Teilnahme an Olympischen Winterspielen im Februar 2002 in Salt Lake City auf den vierten Platz und bei den Burton US Open auf den fünften Rang. Bei den Snowboard-Weltmeisterschaften 2003 am Kreischberg belegte er den fünften Platz in der Halfpipe und bei den Snowboard-Weltmeisterschaften 2005 in Whistler den 40. Rang. Außerdem siegte er bei den italienischen Meisterschaften im März 2004 erneut in der Halfpipe. In der Saison 2005/06 kam er im Weltcup dreimal unter die ersten Zehn und erreichte mit dem 26. Platz im Halfpipe-Weltcup sein bestes Gesamtergebnis in dieser Disziplin. Beim Saisonhöhepunkt, den Olympischen Winterspielen 2006 in Turin, errang er den 13. Platz. Seinen 17. und damit letzten Weltcup absolvierte er im November 2006 in Saas-Fee, welchen er auf dem achten Platz beendete.

## Teilnahmen an Weltmeisterschaften und Olympischen Winterspielen

### Olympische Winterspiele
- 2002 Salt Lake City: 4. Platz Halfpipe
- 2006 Turin: 13. Platz Halfpipe

### Snowboard-Weltmeisterschaften
- 2001 Madonna di Campiglio: 13. Platz Halfpipe
- 2003 Kreischberg: 5. Platz Halfpipe
- 2005 Whistler: 40. Platz Halfpipe

## Weltcup-Gesamtplatzierungen
| Saison  | Gesamt | Gesamt | Halfpipe | Halfpipe |
| Saison  | Punkte | Platz  | Punkte   | Platz    |
| ------- | ------ | ------ | -------- | -------- |
| 2000/01 | 99     | 81.    | 890      | 27.      |
| 2001/02 | -      | -      | 362      | 61.      |
| 2003/04 | -      | -      | 370      | 47.      |
| 2004/05 | -      | -      | 184      | 49.      |
| 2005/06 | 1140   | 85.    | 1140     | 26.      |
| 2006/07 | 360    | 133.   | -        | -        |